# 琴箫月
琴箫月，是海政歌剧团创作并排演的六场歌剧。

## 简介
1980年，六场歌剧《琴箫月》在北京上演。该剧由李栋、王云高的小说《彩云归》改编。1979年，广西作家李栋、王云高合写的《彩云归》获得第二届全国优秀短篇小说奖。该剧自第二次国共内战末期1948年国民党少将军医主任黄维芝的公馆开始，讲述了国民党高级将领黄维芝、钟离汉、曾耿随国民党撤到台湾三十年的生活。剧中的主题歌《彩云归》使观众印象深刻。

## 场序
- 第一场：一九四八年中秋 中原某城
- 第二场：一九七八年中秋 台湾承天市
- 第三场：七天后的傍晚 台湾承天滨海楼
- 第四场：数日后的傍晚 滨海公园一角
- 第五场：半月后清晨 普救寺庙内
- 第六场：当天下午 曾耿办公室
- 第七场：当天午夜 郊外海滨[4]

## 演职员
《琴箫月》节目单上列出的演职员如下：
- 原作：根据李栋、王云高的小说《彩云归》改编
- 编剧：刘云龙、晨枫、王道诚、孙宝忠、王支岭
- 导演：刘瑞林、刘云龙
- 作曲：王锡仁、赵恕心、马海星
- 指挥：李祥沛、朱连东
- 舞美设计：胡增祥、孙均、孙建章
- 武打设计：郭庆福、张兮
- 伴奏：海政歌剧团乐队

演员表
- 黄维芝：程献、马崇友
- 春兰：李默、徐丽华
- 秋菊：李默、徐丽华
- 钟离汉：柯旭升、王国祥
- 曾耿：崔长春、陈苏
- 任九车[5]：商正、季恩山
- 朱福：马崇友
- 朱义：马崇友
- 钟离秀娟：金萍、徐艺
- 圆觉：吴波源
- 上尉：蔡金璐
- 张副官：吕增明
- 阿齐：孟宪鹏
- 小僧：牛超凡

职员表
- 舞台监督：商海深
- 后台主任：张振林
- 剧务：何茂田
- 场记：张兮
- 灯光：毕祖德、赵学明、徐建明、芦坚
- 绘制景：高玉峥、胡增祥、刘剑波、殷成、王树森、傅绍博
- 音响效果：胡中明、王伟
- 服装：高玉岭、陈爱萍
- 化妆：沈跃生、金萍
- 道具：吴一奎、王维西
- 合唱排练：何茂田
- 领唱：娄荣琴
- 钢琴排练：花正丹

北京人民广播电台播送的《琴箫月》录音剪辑中列出的演员如下：
演员表
- 黄维芝：程献
- 春兰：李洁
- 秋菊：李默
- 钟离汉：王国祥
- 曾耿：崔长春
- 任九车：季恩山
- 朱福：马崇友
- 朱义：李新民
- 钟离秀娟：徐艺
- 圆觉：吴波源
- 上尉：蔡金璐
- 解说：晓城